# Triade lunaire

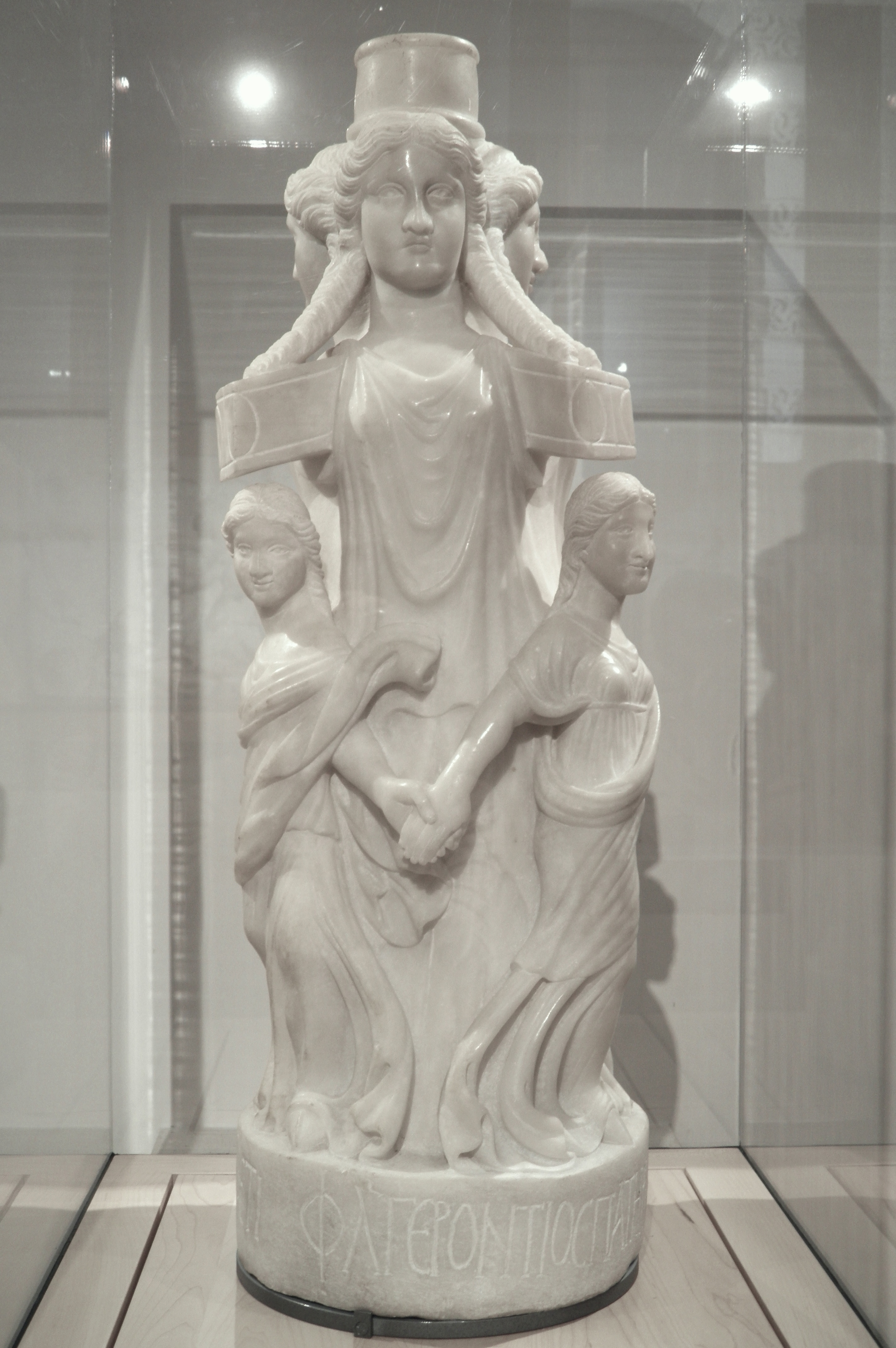
Statuette en marbre d'Hécate en tant que triple déesse, entourée de danseuses, vers 389 après J-C, Musée du Louvre.

La triade lunaire est un groupement de trois divinités honorées en Grèce antique : Séléné (en grec ancien Σελήνη / Selếnê, « lune »), Artémis (Ἄρτεμις / Ártemis) et Hécate (Ἑκάτη / Hekátê). Chacune d'entre elles est une divinité lunaire et représente, au sein de la triade, une phase de la lune : Séléné incarne la pleine lune, Artémis le croissant de lune et Hécate la nouvelle lune. 
Cette triade apparaît notamment dans la poésie grecque, comme dans les Dionysiaques de Nonnos. Elle est également utilisée dans la poésie de l'époque romaine, chez des auteurs tels que Sénèque dans Phèdre, ou encore Stace dans la Thébaïde.
Ces trois déesses, étant perçues comme disposées à aider les mères et leurs enfants, étaient principalement vénérées par des femmes.
Il convient de noter que le culte de la triade ne signifie pas que les déesses ont individuellement perdu leur identité ou leur rôle dans la religion gréco-romaine. Toutefois, elles étaient aussi connues sous le nom d'Hécate, la déesse triple, ou de Séléné à trois visages, et étaient adorées en tant que groupe en raison de leurs liens étroits. 

## Cycle lunaire, cycle de la vie
Les déesses liées à la lune sont souvent associées à la fertilité puisque le cycle lunaire (29 jours et demi) dure approximativement le même nombre de jours qu’un cycle menstruel (environ 28 jours). La lunaison peut être perçue comme un symbole de maternité, concept souvent attribué aux déités de la triade lunaire. En effet, Séléné représente la fécondité et la maternité tandis qu'Artémis est une des déesses de l’accouchement et Hécate, une protectrice des femmes enceintes.
Ces déités sont parfois assimilées au cycle de la vie. Hécate incarne la mort et donc la renaissance puisque dans l'Antiquité, la mort est un signe de renouveau, tout comme la nouvelle lune qui marque la fin d'un cycle et le début d'un nouveau. Artémis représente la naissance et Séléné, la maturité. 
Il arrive même qu'elles soient associées aux différents mondes instaurés dans l'Antiquité : les Enfers pour Hécate, la terre pour Artémis et les nuages pour Séléné.

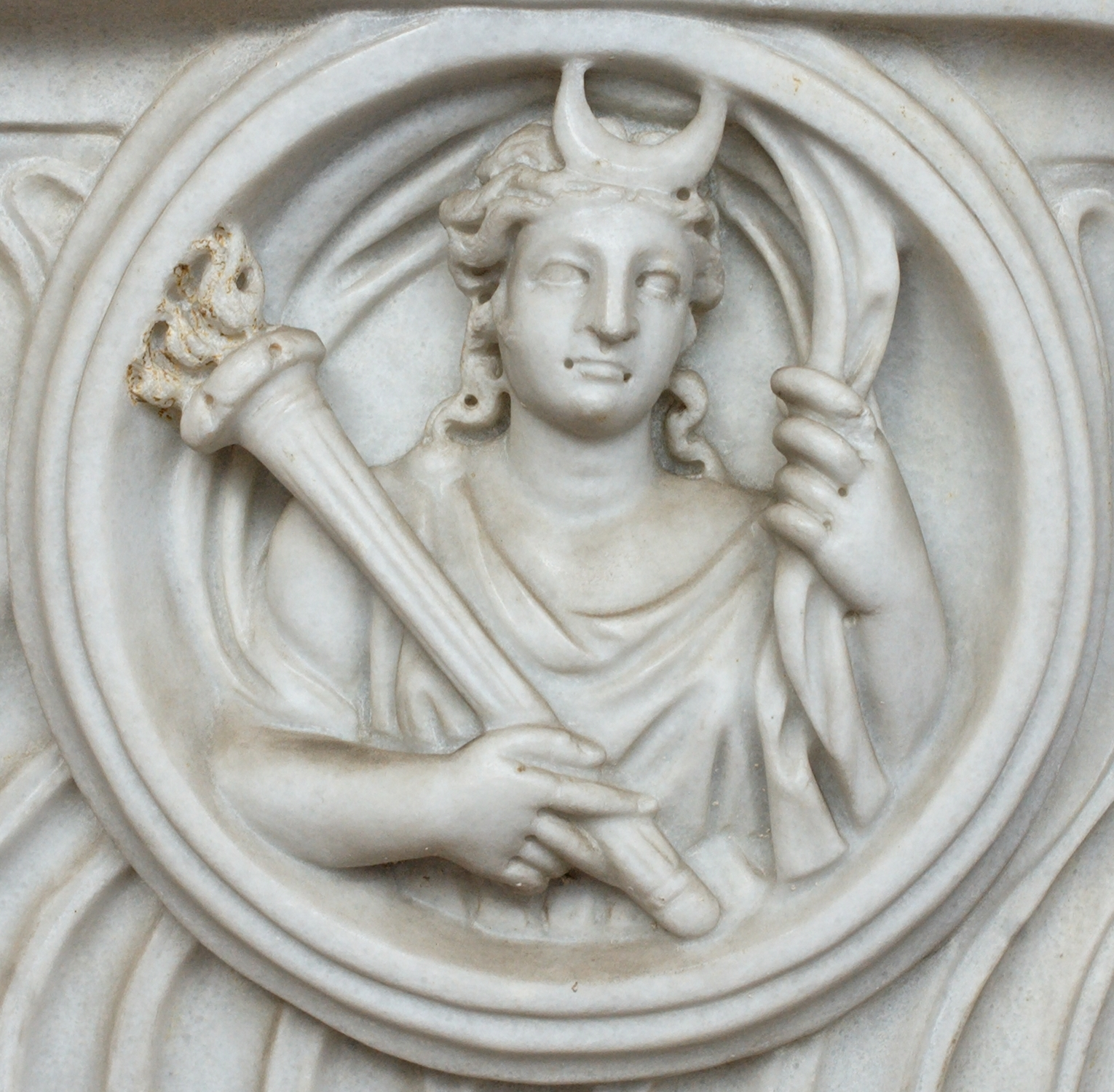
Séléné, tenant une torche avec un symbole de croissant de lune dans les cheveux. Caveau funéraire de l'époque romaine.

| Hécate                           | Artémis              | Séléné         |
| -------------------------------- | -------------------- | -------------- |
| La nouvelle lune (ou lune noire) | Le croissant de lune | La pleine lune |
| La mort et la renaissance        | La naissance         | La maturité    |
| Les enfers                       | La terre             | Les nuages     |
| Les femmes enceintes             | L'accouchement       | La maternité   |

## Les fusions entre les déesses

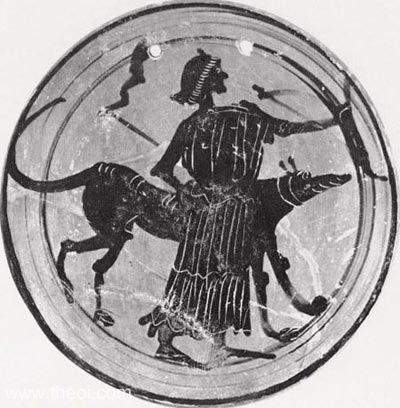
La déesse Hécate représentée avec un arc, deux torches enflammées et un chien. Cette figure est également identifiée comme étant Artémis. Peinture sur vase grec, attribuée au peintre Kleibolos, période archaïque. Musée de l'université de Tübingen.

La déesse Hécate s'est vue particulièrement assimilée à Artémis et Séléné. Dès le Ve siècle, Eschyle les rapproche à l'aide de l'épithète « Artémis Hékata »,.    
Les représentations qui étaient faites des deux déesses sont ressemblantes. On trouve des descriptions d'Artémis dotée d'une torche et accompagnée de chiens, ces derniers éléments étant des attributs majeurs d'Hécate.    
Par ailleurs, une statue d'Hécate se trouvait derrière le temple d'Artémis à Éphèse,.        
Séléné a également été étroitement associée à Hécate. Un hymne leur a été consacré au IVe siècle, en tant que divinités fusionnées.         

Leur lien figure aussi dans les Dionysiaques de Nonnos,.

« Fille mobile du Soleil, universelle nourrice, guide du char d'argent, ô Lune, si tu es Hécate aux mille noms et que tu marches au sein des ténèbres, secouant la torche sacrée dans tes mains illuminatrices ; si tu éclaires la nuit, et protèges les chiens, parce que tu aimes à entendre résonner l'écho nocturne d'un plaintif hurlement ; ou si tu es Diane la chasseresse, et que parmi les collines tu poursuives les faons avec Bacchus l'exterminateur des cerfs, viens secourir ton frère. »

— Dionysiaques, XLIV 198.

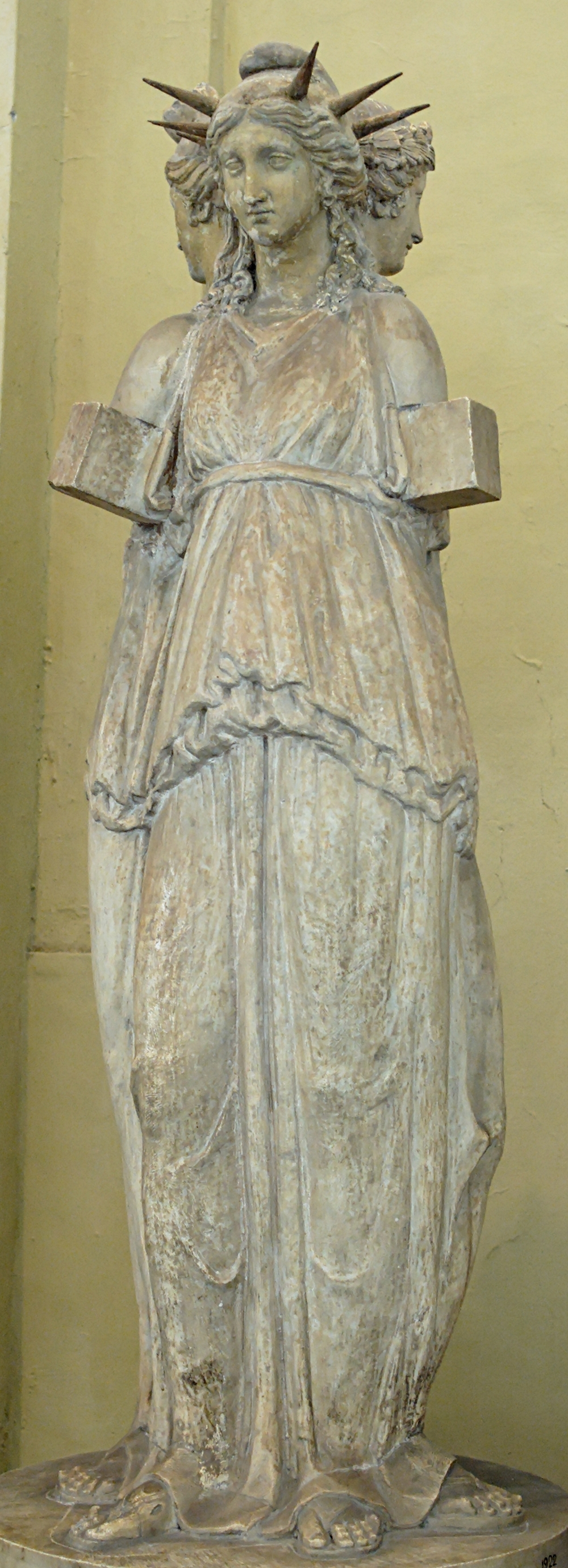
Hécate à triple corps de type hellénistique, Musée Chiaramonti.

Plus tardivement, lors de l'introduction en Grèce de la déesse lunaire thrace Bendis, Artémis et Séléné ont aussi été rapprochées à travers une fusion.
Les épithètes des déités sont révélateurs de leurs assimilations entre elles. Hécate a notamment pour épithète Angelos, soit le surnom sous lequel était honorée Artémis à Syracuse. La déesse Hécate emprunte d'autres surnoms d'Artémis avec les épithètes Pheraia ou Phosphôros. Enfin, elles partagent l'épithète Kourotrophos, « qui nourrit les jeunes hommes ».

## Dans la mythologie romaine
Les Romains ont assimilé de nombreuses divinités grecques à leurs propres divinités, dont ce trio de déesses. Ils vénéraient Séléné sous le nom de Luna, Artémis était connue sous le nom de Diane, et Hécate était appelée Trivia. Dès l'époque républicaine, les Romains ont commencé à associer les trois déesses à partir des images figurant sur les pièces de monnaie. En effet, ces déités partageaient de nombreuses caractéristiques. Elles étaient toutes trois des femmes et possédaient un lien fort avec la lune.
La connaissance que nous avons de la triade lunaire provient en grande partie de la période romaine, du Ier au Ve siècle après J. C. À cette époque, elle était vue comme protectrice des voyageurs et associée au monde des esprits.